# Puchar Europy w bobslejach 2020/2021
Puchar Europy w bobslejach 2020/2021 – cykl zawodów bobslejowych, który rozpoczął się 5 grudnia 2020 roku w Winterbergu, a zakończyła się 21 lutego 2021 roku na torze w Königssee. Rozgrywane są trzy konkurencje: dwójka kobiet, dwójka mężczyzn i czwórka mężczyzn. Prowadzona jest też klasyfikacja kombinacji, która łączy dwójkę i czwórkę mężczyzn.

## Kalendarz Pucharu Europy
| Lp. | Data                  | Miejscowość | Konkurencja      | 1. miejsce                                                                             | 2. miejsce                                                                          | 3. miejsce                                                                      |
| --- | --------------------- | ----------- | ---------------- | -------------------------------------------------------------------------------------- | ----------------------------------------------------------------------------------- | ------------------------------------------------------------------------------- |
| 1.  | 5 – 6 grudnia 2020    | Winterberg  | Dwójka kobiet    | Niemcy Stephanie Schneider · Tamara Seer                                               | Austria Katrin Beierl · Jennifer Onasanya                                           | Rumunia Andreea Grecu · Katharina Wick                                          |
| 1.  | 5 – 6 grudnia 2020    | Winterberg  | Dwójka mężczyzn  | Niemcy Hans Peter Hannighofer · Christian Röder                                        | Szwajcaria Michael Kuonen · Marco Tanner                                            | Rosja Rostisław Gajtiukiewicz · Roman Koszelew                                  |
| 1.  | 5 – 6 grudnia 2020    | Winterberg  | Dwójka mężczyzn  | Niemcy Hans Peter Hannighofer · Marcel Kornhardt                                       | Rosja Rostisław Gajtiukiewicz · Roman Koszelew                                      | Łotwa Dāvis Kaufmanis · Arnis Bebriss                                           |
| 2.  | 19 – 20 grudnia 2020  | Sigulda     | Dwójka kobiet    | Rosja Alena Osipienko · Aleksandra Tarasowa                                            | Rosja Anastasija Dudkina · Anastasija Kuryszewa                                     | Słowacja Viktoria Cernaska · Patricia Horvathova                                |
| 2.  | 19 – 20 grudnia 2020  | Sigulda     | Dwójka kobiet    | Rosja Alena Osipienko · Aleksandra Tarasowa                                            | Rosja Anastasija Dudkina · Jewgienija Moskwina                                      | Ukraina Lidija Hunko · Iryna Liszyńska                                          |
| 2.  | 19 – 20 grudnia 2020  | Sigulda     | Dwójka mężczyzn  | Łotwa Dāvis Kaufmanis · Krists Lindenblats                                             | Szwajcaria Michael Kuonen · Marco Dörig                                             | Rosja Maksym Andrianow · Kirył Antuch                                           |
| 2.  | 19 – 20 grudnia 2020  | Sigulda     | Dwójka mężczyzn  | Rosja Maksym Andrianow · Maksym Bieługin                                               | Szwajcaria Michael Kuonen · Pascal Moser                                            | Łotwa Dāvis Kaufmanis · Ivo Dans Kleinbergs                                     |
| 3.  | 7 – 9 stycznia 2021   | Altenberg   | Dwójka kobiet    | Niemcy Stephanie Schneider · Claudia Schüßler                                          | Niemcy Lisa Buckwitz · Cynthia Kwofie                                               | Kanada Alysia Rissling · Erica Voss                                             |
| 3.  | 7 – 9 stycznia 2021   | Altenberg   | Dwójka mężczyzn  | Niemcy Hans Peter Hannighofer · Christian Röder                                        | Niemcy Jonas Jannusch · Christian Ebert                                             | Kanada Christopher Spring · Mark Mlakar                                         |
| 3.  | 7 – 9 stycznia 2021   | Altenberg   | Dwójka mężczyzn  | Niemcy Hans Peter Hannighofer · Marcel Kornhardt                                       | Kanada Christopher Spring · Mike Evelyn                                             | Austria Markus Treichl · Gregor Glaboniat                                       |
| 3.  | 7 – 9 stycznia 2021   | Altenberg   | Czwórka mężczyzn | Kanada Christopher Spring · Mark Mlakar · Shaquille Murray-Lawrence · Mike Evelyn      | Niemcy Maximilian Illmann · Max Pietza · Hannes Schenk · Felix Dahms                | Niemcy Hans Peter Hannighofer · Christian Röder · Paul Hensel · Tim Geßenhardt  |
| 4.  | 13 – 15 stycznia 2021 | Igls        | Dwójka kobiet    | Niemcy Lisa Buckwitz · Cynthia Kwofie                                                  | Niemcy Anne Lobenstein · Claudia Schüßler                                           | Rosja Anastasija Dudkina · Anastasija Kuryszewa                                 |
| 4.  | 13 – 15 stycznia 2021 | Igls        | Dwójka mężczyzn  | Szwajcaria Michael Kuonen · Marco Tanner                                               | Niemcy Philipp Zielasko · Benedikt Hertel                                           | Łotwa Dāvis Kaufmanis · Ivo Dans Kleinbergs                                     |
| 4.  | 13 – 15 stycznia 2021 | Igls        | Czwórka mężczyzn | Niemcy Philipp Zielasko · Joshua Kossmann · Benedikt Hertel · Erec Maximilian Bruckert | Niemcy Jonas Jannusch · Bastian Heber · Max Neumann · Christian Ebert               | Niemcy Maximilian Illmann · Rupert Schenk · Hannes Schenk · Felix Dahms         |
| 4.  | 13 – 15 stycznia 2021 | Igls        | Czwórka mężczyzn | Niemcy Philipp Zielasko · Joshua Kossmann · Benedikt Hertel · Erec Maximilian Bruckert | Rosja Aleksandr Bredichin · Władisław Żarowcew · Nikołaj Kozłow · Georgij Kuzmienko | Łotwa Dāvis Kaufmanis · Regnars Kirejevs · Ivo Dans Kleinbergs · Reinis Nungurs |
| 5.  | 20 – 21 lutego 2021   | Königssee   | Dwójka kobiet    |                                                                                        |                                                                                     |                                                                                 |
| 5.  | 20 – 21 lutego 2021   | Königssee   | Dwójka mężczyzn  | Rumunia Mihai Cristian Tentea · Nicolae Ciprian Daroczi                                | Niemcy Maximilian Illmann · Felix Dahms                                             | Szwajcaria Michael Kuonen · Pascal Moser                                        |
| 5.  | 20 – 21 lutego 2021   | Königssee   | Czwórka mężczyzn |                                                                                        |                                                                                     |                                                                                 |